# Fridtjof Nansens belønning for fremragende forskning
Fridtjof Nansens belønning for fremragende forskning är en norsk utmärkelse. 
Den utdelas av Fridtjof Nansens Fond til videnskabens fremme og de dermed forbundne fond, som grundades 1897 efter Framekspeditionens hemkomst. Fridtjof Nansens belønning for fremragende forskning är uppdelad i två klasser, en historisk-filosofisk, utdelad första gången 1903, och en matematisk-naturvetenskaplig, utdelad första gången 1907. Priset är på 150 000 norska kronor. Sedan 2003 tilldelas mottagare av Fridtjof Nansens belønning for fremragende forskning också Nansenmedaljen for fremragende forskning.

## Mottagare

### Historisk-filosofiska klassen
- 1903 Hjalmar Falk
- 1903 Alf Torp
- 1905 Wilhelm Schencke
- 1906 Olaf Broch
- 1909 Sten Konow
- 1910 Jørgen Alexander Knudtzon
- 1911 Christen Collin
- 1912 Gerhard Gran
- 1913 Haakon Shetelig
- 1914 Marius Hægstad
- 1915 Anton Wilhelm Brøgger
- 1916 Samson Eitrem
- 1917 Hans E. Kinck
- 1917 Arnold Ræstad
- 1918 Alexander Bugge
- 1919 Anders Nicolai Kiær
- 1920 Fredrik Stang
- 1921 Nikolaus Gjelsvik
- 1921 Just Knud Qvigstad
- 1922 Magnus Olsen
- 1922 Tord Pedersen
- 1923 Amund B. Larsen
- 1924 Sigmund Mowinckel
- 1925 Halvdan Koht
- 1926 Ivar Kleiven
- 1927 Holger Sinding-Larsen
- 1928 Konrad Nielsen
- 1929 Gunnar Rudberg
- 1930 Carl J. S. Marstrander
- 1931 Paul Olaf Bodding
- 1931 Jon Skeie
- 1932 Johannes Bøe
- 1932 Didrik Arup Seip
- 1933 Torstein Høverstad
- 1934 Fredrik Paasche
- 1936 Ragnar Knoph
- 1936 Simen Skappel
- 1937 Oscar Albert Johnsen
- 1938 Erik Krag
- 1939 Knut Liestøl
- 1941 Hans Peter L'Orange
- 1942 Reidar Th. Christiansen
- 1943 Asgaut Steinnes
- 1944 Rolv Thesen
- 1945 Georg Valentin von Munthe af Morgenstierne
- 1946 Ingjald Reichborn Kjennerud
- 1947 Theodor Petersen
- 1948 Nils Lid
- 1949 Francis Bull
- 1950 Andreas H. Winsnes
- 1951 Arne Bergsgård
- 1952 Ragnvald Iversen
- 1953 Johan Schreiner
- 1954 Knut Hermundstad
- 1955 Ingerid Dal
- 1956 Jens Arup Seip
- 1957 Carl Jacob Arnholm
- 1958 Christian S. Stang
- 1959 Anne Holtsmark
- 1960 Øystein Vesaas
- 1961 Einar Molland
- 1962 Egil Sæther
- 1963 Sverre Steen
- 1964 Johs. Andenæs
- 1965 Dorothea Platou Fischer
- 1965 Gerhard Fischer
- 1966 Ole M. Sandvik
- 1967 Hans Vogt
- 1968 Leiv Amundsen
- 1968 Eiliv Skard
- 1969 Ludvig Holm-Olsen
- 1969 Hallvard Lie
- 1970 Einar Haugen
- 1971 Erling Johansen
- 1972 Lars Østby
- 1974 Sjur Brækhus
- 1974 Torstein Eckhoff
- 1975 Arvid S. Kapelrud
- 1976 Per N. Grøtvedt
- 1977 Andreas Holmsen
- 1978 Edvard Beyer
- 1979 Trygve Haavelmo
- 1979 Leif Johansen
- 1981 Paulus Svendsen
- 1982 Lilli Gjerløw
- 1983 Arne Næss
- 1984 Ingrid Semmingsen
- 1985 Thor Heyerdahl
- 1985 Anne Stine Ingstad
- 1985 Helge Ingstad
- 1986 Daniel Haakonsen
- 1987 Helge J. J. Dyvik
- 1988 Carsten Smith
- 1988 Magnus Aarbakke
- 1989 Johan P. Olsen
- 1990 Henry Henne
- 1991 Knut Mykland
- 1992 Eivind Hovdhaugen
- 1993 Kjell Venås
- 1994 Ottar Grønvik
- 1994 Kristian Smidt
- 1995 Magne Sæbø
- 1996 Thor Falkanger
- 1997 Knut Bergsland
- 1998 Helge Nordahl
- 1999 Hjalmar Torp
- 2000 Cathrine Fabricius-Hansen
- 2001 Nils Christie
- 2001 Knut Helle
- 2002 Helge Pharo
- 2003 Dagfinn Føllesdal
- 2004 Hans M. Barstad
- 2005 Fredrik Barth
- 2006 Jon Elster
- 2007 Svein J. Magnussen
- 2008 Christoph Harbsmeier
- 2009 Agnar Sandmo och Victor D. Norman
- 2010 Peter Svenonius
- 2011 Eyjólfur Kjalar Emilsson
- 2012 Ernst Håkon Jahr
- 2013 ingen utdelning
- 2014 Michael Schulte
- 2015 ingen utdelning
- 2016 Kalle Moene
- 2017 ingen utdelning
- 2018 Egil Kraggerud

### Matematisk-naturvetenskapliga klassen
- 1907 Roald Amundsen
- 1908 Vilhelm Bjerknes
- 1908 Kristian Birkeland
- 1909 Mikael Foslie
- 1910 Johan Hjort
- 1910 Carl Størmer
- 1911 Johan Herman Lie Vogt
- 1912 Victor Moritz Goldschmidt
- 1913 Axel Thue
- 1914 Henrik Mohn
- 1915 Bjørn Helland-Hansen
- 1916 Francis Harbitz
- 1916 Olaf Holtedahl
- 1917 Kristian Emil Schreiner
- 1918 Axel Holst
- 1918 Nordal Wille
- 1919 Haaken Hasberg Gran
- 1919 Hjalmar Schiøtz
- 1919 Søren Holth
- 1920 Ellen Gleditsch
- 1922 Richard Birkeland
- 1923 Peter Fredrik Holst
- 1924 Hans Christian Geelmuyden
- 1924 Heinrich Jacob Goldschmidt
- 1925 Jens Fredrik Schroeter
- 1926 Sigurd Einbu
- 1927 Claus Nissen Riiber
- 1928 Birger Meidell
- 1929 Svein Rosseland
- 1930 Otto Lous Mohr
- 1932 Carl Fredrik Holmboe
- 1933 Knud Magnus Haaland
- 1933 Bernt Arne Lynge
- 1934 Lars Vegard
- 1935 Kristine Bonnevie
- 1935 Eugen Jørgensen
- 1937 Halvor Solberg
- 1938 Thoralf Skolem
- 1939 Viggo Brun
- 1940 August Brinkmann
- 1940 Knut Dahl
- 1941 Oscar Hagem
- 1942 Torbjørn Gaarder
- 1943 Emil Korsmo
- 1944 Egil Hylleraas
- 1945 Jonas Fjeldstad
- 1946 Olaf Hassel
- 1947 Rolf Nordhagen
- 1948 Christen Finbak
- 1949 Asbjørn Følling
- 1950 Theodor Thjøtta
- 1951 Harald Wergeland
- 1952 Alf Brodal
- 1953 Ivar Jørstad
- 1954 Nils Andreas Sørensen
- 1955 Jan B. Jansen
- 1956 Einar Lea
- 1957 Håkon Flood
- 1959 Endre Berner
- 1959 Bjørn Føyn
- 1960 Odd Hassel
- 1960 Ragnar Nicolaysen
- 1961 Olav Foss
- 1962 Otto Bastiansen
- 1963 Leiv Kreyberg
- 1964 Erik Waaler
- 1965 Sven Furberg
- 1966 Leif Størmer
- 1967 Birger Kaada
- 1968 Carl Semb
- 1969 Johan Peter Holtsmark
- 1970 Lorentz Eldjarn
- 1971 Ivan Th. Rosenqvist
- 1972 Per Andersen
- 1973 Jens Lothe
- 1974 Fredrik Kiil
- 1975 Raphael Høegh-Krohn
- 1976 Georg Waaler
- 1977 Anton Eliassen
- 1978 Rolf Yngvar Berg
- 1977 Ragnar Fjørtoft
- 1979 Arne Løvlie
- 1980 Alexis Pappas
- 1980 Lars Skattebøl
- 1980 Axel Sømme
- 1981 Terje Lømo
- 1982 Knut Fægri
- 1983 Roald Tangen
- 1983 Steinar Westin
- 1984 Christian Peskine
- 1984 Nils Chr. Stenseth
- 1985 John Ugelstad
- 1986 Arne Semb-Johansson
- 1987 Theodor Blackstad
- 1987 Fred Walberg
- 1988 Olav Sand
- 1989 Kaj Grjotheim
- 1990 Jens Feder
- 1990 Torstein Jøssang
- 1991 Jon Bremer
- 1992 Lars Walløe
- 1993 Jon M. Leinaas
- 1993 Jan Myrheim
- 1994 Arnoldus Schytte Blix
- 1995 Bjørg Cyvin
- 1995 Sven J. Cyvin
- 1996 Bernt Øksendal
- 1997 Jan K. S. Jansen
- 1998 John Birks
- 1998 John Gray
- 2000 Kjell B. Døving
- 2000 Olav Smidsrød
- 2001 Sjur Refsdal
- 2001 Jon Storm-Mathisen
- 2002 Knut Aukland
- 2003 Per Brandtzæg
- 2004 Ola Bratteli
- 2005 Hans Prydz
- 2006 Tore Slagsvold
- 2007 Ola M. Johannessen
- 2008 Trond Berg
- 2009 Idun Reiten
- 2010 Bjørn Jamtveit
- 2011 Odd Magnus Faltinsen
- 2012 Ludvig Sollid
- 2013: May-Britt Moser och Edvard I. Moser
- 2015 Anne-Lise Børresen-Dale
- 2016 ingen utdelning
- 2017 Trond Helge Torsvik
- 2018 ingen utdelning